# Seznam hokejistov lige NHL
Seznam hokejistov lige NHL je krovni seznam in zajema naslednje sezname:

## Po specifični skupini
- seznam hokejistov lige NHL po imenu
- seznam članov Hokejskega hrama slavnih lige NHL
- seznam članov Hokejskega hrama slavnih ZDA
- seznam hokejistov lige NHL, ki niso bili izbrani na naboru lige NHL
- seznam hokejistov, ki so odigrali eno tekmo v ligi NHL
- seznam temnopoltih igralcev lige NHL
- seznam hokejistov lige NHL azijskega porekla
- seznam hokejistov lige NHL latinskoameriškega porekla
- seznam hokejistov lige NHL bližnjevzhodnega porekla

## Po moštvih
- seznam hokejistov Anaheim Ducks
- seznam hokejistov Atlanta Thrashers
- seznam hokejistov Boston Bruins
- seznam hokejistov Buffalo Sabres
- seznam hokejistov Calgary Flames
- seznam hokejistov Carolina Hurricanes
- seznam hokejistov Chicago Blackhawks
- seznam hokejistov Colorado Avalanche
- seznam hokejistov Columbus Blue Jackets
- seznam hokejistov Dallas Stars
- seznam hokejistov Detroit Red Wings
- seznam hokejistov Edmonton Oilers
- seznam hokejistov Florida Panthers
- seznam hokejistov Los Angeles Kings
- seznam hokejistov Minnesota Wild
- seznam hokejistov Montreal Canadiens
- seznam hokejistov Nashville Predators
- seznam hokejistov New Jersey Devils
- seznam hokejistov New York Islanders
- seznam hokejistov New York Rangers
- seznam hokejistov Ottawa Senators
- seznam hokejistov Philadelphia Flyers
- seznam hokejistov Phoenix Coyotes
- seznam hokejistov Pittsburgh Penguins
- seznam hokejistov San Jose Sharks
- seznam hokejistov St. Louis Blues
- seznam hokejistov Tampa Bay Lightning
- seznam hokejistov Toronto Maple Leafs
- seznam hokejistov Vancouver Canucks
- seznam hokejistov Washington Capitals

Bivša moštva
- seznam hokejistov Atlanta Flames
- seznam hokejistov Cleveland Barons
- seznam hokejistov Colorado Rockies
- seznam hokejistov Hamilton Tigers
- seznam hokejistov Hartford Whalers
- seznam hokejistov Kansas City Scouts
- seznam hokejistov Minnesota North Stars
- seznam hokejistov Montreal Maroons
- seznam hokejistov Montreal Wanderers
- seznam hokejistov New York Americans
- seznam hokejistov Oakland Seals
- seznam hokejistov Ottawa Hockey Club
- seznam hokejistov Philadelphia Quakers
- seznam hokejistov Pittsburgh Pirates
- seznam hokejistov Quebec Nordiques
- seznam hokejistov St. Louis Eagles
- seznam hokejistov Winnipeg Jets